# NGC 6876
NGC 6876 est une très vaste galaxie elliptique située dans la constellation du Paon. Sa vitesse par rapport au fond diffus cosmologique est de 3 965 ± 16 km/s, ce qui correspond à une distance de Hubble de 58,5 ± 4,1 Mpc (∼191 millions d'al). NGC 6876 a été découverte par l'astronome britannique John Herschel en 1835.
À ce jour, 14 mesures non basées sur le décalage vers le rouge (redshift) donnent une distance de 45,193 ± 11,680 Mpc (∼147 millions d'al), ce qui est à l'intérieur des valeurs de la distance de Hubble. Notons cependant que c'est avec la valeur moyenne des mesures indépendantes, lorsqu'elles existent, que la base de données NASA/IPAC calcule le diamètre d'une galaxie. Notons cependant que c'est avec la valeur moyenne des mesures indépendantes, lorsqu'elles existent, que la base de données NASA/IPAC calcule le diamètre d'une galaxie et qu'en conséquence le diamètre de NGC 6876 pourrait être d'environ 105 kpc (∼342 000 al) si on utilisait la distance de Hubble pour le calculer.

## Groupe de NGC 6876
Selon A. M. Garcia, NGC 6876 fait partie d'un groupe de galaxies qui porte son nom. Le groupe de NGC 6876 renferme au moins dix membres. Les autres galaxies du groupe sont NGC 6877, NGC 6880, IC 4899, IC 4967, IC 4981, IC 4992, PGC 64439, PGC 64472 et PGC 64474.